# Parque Patriota
Parque Patriota o Parque Patriótico (en ruso: Парк Патрио́т, trans. Park Patriot) es un parque temático sobre las Fuerzas Armadas de la Federación de Rusia en la ciudad de Kúbinka, en el óblast de Moscú. Las instalaciones fueron inauguradas el 16 de junio de 2015 e incluye exposiciones interactivas para familias o estudiantes y zonas recreativas en torno al ejército.
Se realiza un evento anual en el parque donde durante varios días donde se expone diferente armamento, vehículos o se realizan demostraciones militares. El tercer Foro Técnico Militar Internacional "Ejército 2017", que tuvo lugar en el parque, recibió a más de 500 mil personas.

## Características
- Área del parque: 5414 hectáreas (54.14 km²)
- Base militar: 3530 hectáreas (35.3 km²)
- Parte civil: 1884 hectáreas (18.84 km²)
- Complejo temático histórico, tecnológico, deportivo y militar de 6 áreas diferenciadas.

## Áreas temáticas
"El nombre Parque Patriota no fue accidental: aquí todo estará impregnado de patriotismo. Recogeremos un museo de aviación, un museo de vehículos blindados, un museo de artillería, instalaciones deportivas, simuladores deportivos, exhibiciones históricas, exposiciones de armas y muestras de equipos. Haremos un proyecto que permita a los jóvenes no solo mirar las exhibiciones, sino también viajar, volar en equipo militar, disparar armas de combate, saltar con un paracaídas.."
Ministro de Defensa Serguéi Shoigú

Se divide en 6 grandes secciones, según su propia página web oficial: 

### Complejo Museístico Número 1[3]
Consta de: 

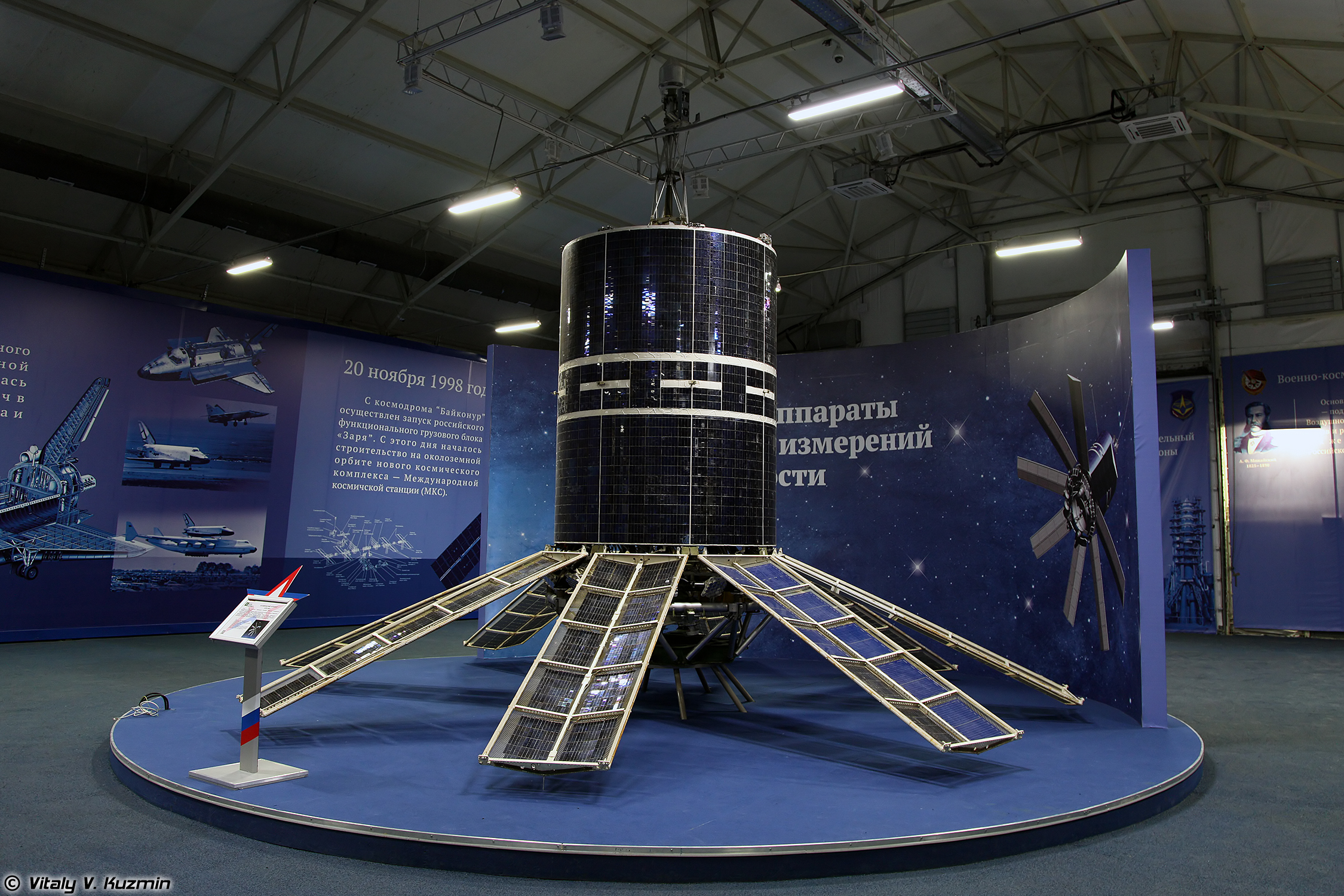
Satélite de la URSS utilizado para elaborar mapas precisos geodésicos Geo-IK en órbita desde 1981 hasta 1999 (Parque Patriota, 25 de diciembre de 2016)

- la exposición "Tropas espaciales" donde hay una muestra de trajes espaciales o cohetes como el Soyuz-2 y Angará, además de estudios lunares o comunicaciones a distancia.
- una exposición histórica sobre la Gran Guerra Patria, con más de 268 aviones de la Fuerza Aérea Soviética, además de vehículos, fotos o uniformes de época o sobre la batalla de Stanlingrado.
- la muestra "Motores de Guerra"  enseña vehículos como coches todoterreno, ambulancias, tractores o camiones de la Gran Guerra soviéticos, alemanes, japoneses o estadounidenses, perfectamente conservados y que participan temporalmente en reconstrucciones.
- una exposición de coches clásicos de época soviética civil y militar.
- la exposición "Átomos al servicio de la madre patria" para enseñar y mostrar los logros del uso de la ciencia y la energía atómica.

### Pueblo Partisano[4]
El 13 de enero de 2016, el ministro de Defensa de la Federación de Rusia, el general del ejército Serguéi Shoigú, inauguró el complejo militar-histórico al aire libre dedicado a los partisanos soviéticos donde se pueden observar las duras condiciones de vida, las acciones de sabotaje o propaganda y como vivían. La duración de la visita guiada es de 30 minutos y hay 11 refugios temáticos. En este recinto se encuentra una panadería y una granja con animales como cabras, conejos, gallinas o pollos para complementar las visitas infantiles.

### Centro de Juegos Militares-Tácticos[6]

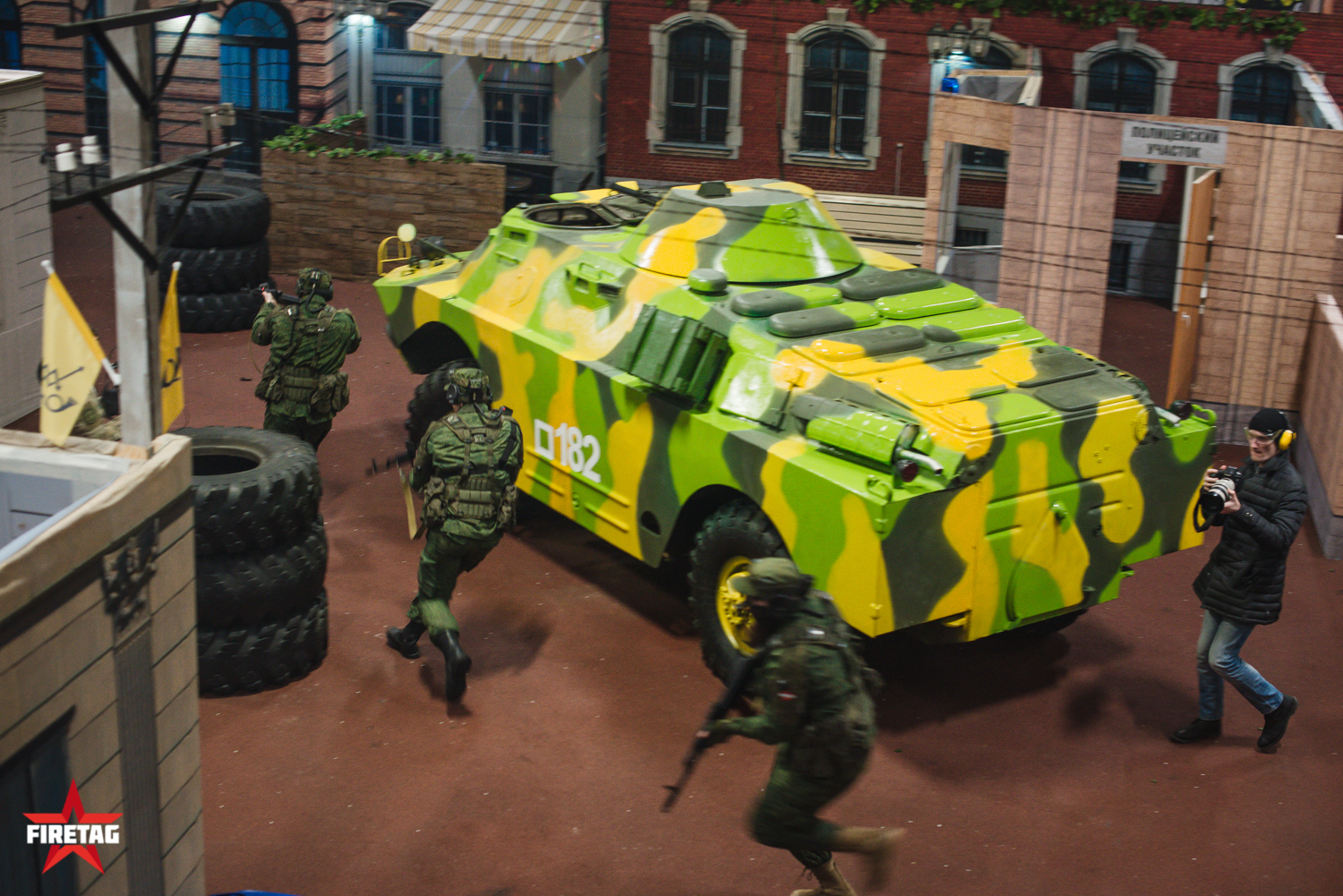
Simulacro de combate en el Centro de Juegos Militares-Tácticos del Parque Patriota (10 de diciembre de 2016)

Es un complejo de más de 27 hectáreas para entrenamiento de combate de las unidades de las Fuerzas Armadas y también sirve como lugar para eventos deportivos, entrenamiento y competiciones. Se puede dividir en:
- una zona cubierta "Centro de Juegos Parque Patriota" de 5000 m² donde se puede practicar y competir con armas de airsoft y laser tag en un entorno urbano simulado
- un pabellón con carrera de obstáculos a superar simulando los entrenamientos de las unidades especiales con túneles, muros, habitaciones o redes.
- un aérea de juego táctico-militar para niños usando armas de plástico con proyectiles de gomaespuma del fabricante NERF, un simulador de tanques o una pista para vehículos teledirigidos.
- "Ciudad del explorador" muestra técnicas de supervivencia, como encender fuego, construir refugios, orientación o desplazarse en un pantano boscoso.
- Un pabellón con 14 simuladores de vehículos de combate, así como monitores separados para ver la situación en el campo de batalla. Cada simulador, con controles digitales y analógicos, con pedales y palancas reales, consta de tres tripulantes: comandante, conductor-mecánico y artillero de los tanques T-90 o el vehículo blindado BTR-80.
- "Ciudad de las comunicaciones", donde se exponen diferentes instalaciones de comunicaciones de la época soviética o la Gran Guerra además de una estación de radio aficionada emitiendo permanentemente con el nombre de "Patriota", con la colaboración de la asociación Unión de Radioaficionados de Rusia.

### Centro Multifuncional de Tiro[7]

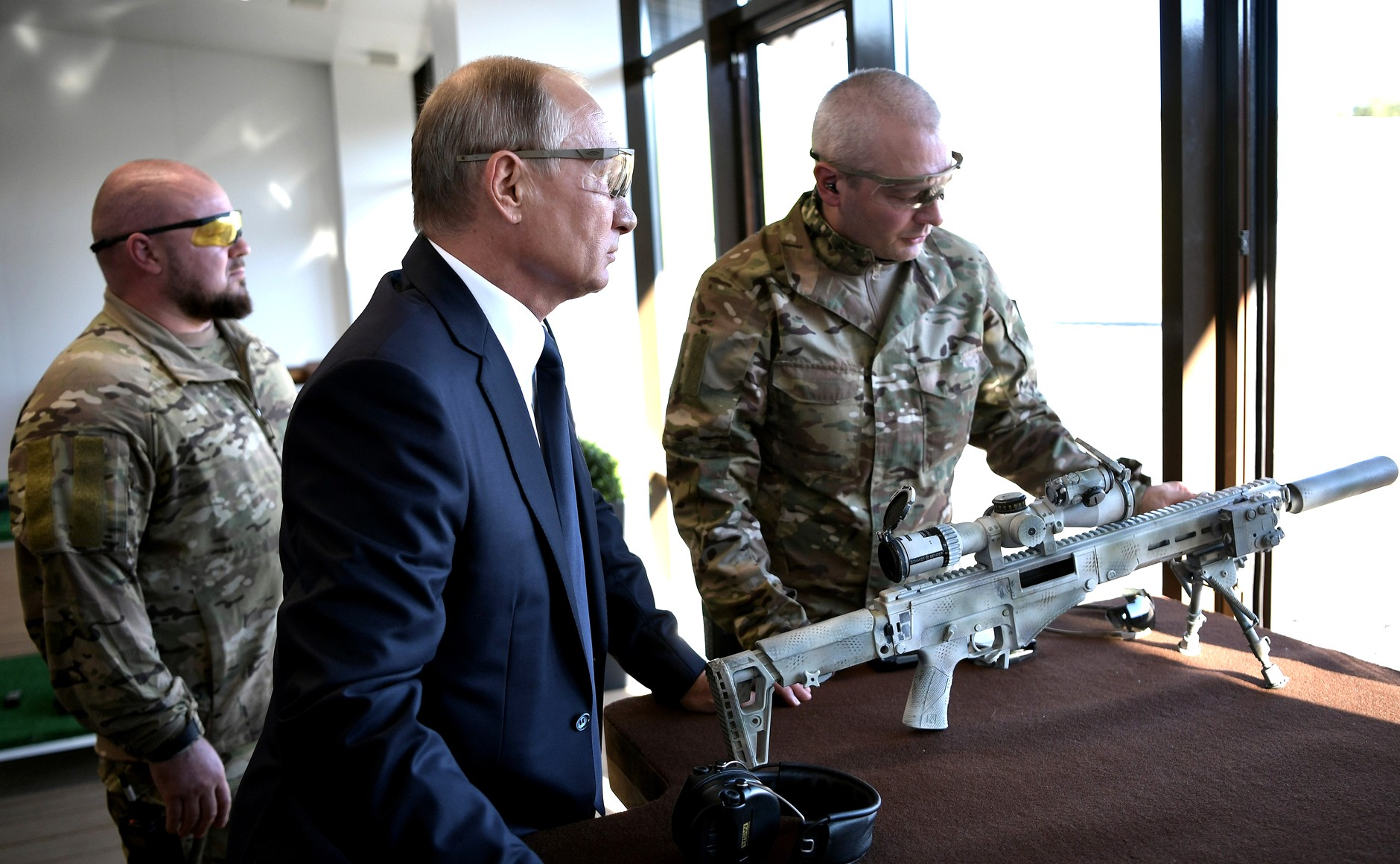
Visita del Presidente de Rusia Putin a una de las galerías de tiro "Kaláshnikov" del "Parque Patriota" durante el "Día del Armero" (19 de septiembre de 2018)

Por otro lado, el parque dispone de un polígono de tiro para competiciones de alto nivel de un tamaño aproximado de 250 hectáreas, el mayor de Rusia y uno de los mayores del mundo. Tiene 29 al aire libre, de los cuales:
- Un puesto de tiro a larga distancia de 1400 m de longitud.
- 20 puestos de tiro a media distancia de 300 m de longitud.
- 9 puestos de tiro a corta distancia de 50 m.

Todo el campo de tiro es más de 2500 m de ancho, y cada área tiene una parte con asientos para los espectadores y participantes, con instalaciones para guardar las armas (armeros), vestuarios o un restaurante. La capacidad total de las instalaciones es de unas 2000 personas.

### Centro Deportivo de Hípica[9]
Cerca del "Pueblo Partisano", hay un centro ecuestre, que incluye un estadio cubierto y al aire libre.  La arena de equitación al aire libre incluye una tribuna para 100 asientos.  El edificio alberga un estadio cubierto de dos pisos con un área para personalidades especiales en el segundo piso.  El campo de arena ecuestre es 944 m² y el estadio cubierto puede acoger a 300 espectadores.  En este sitio, se puede montar a caballo, así como ver demostraciones ecuestres.

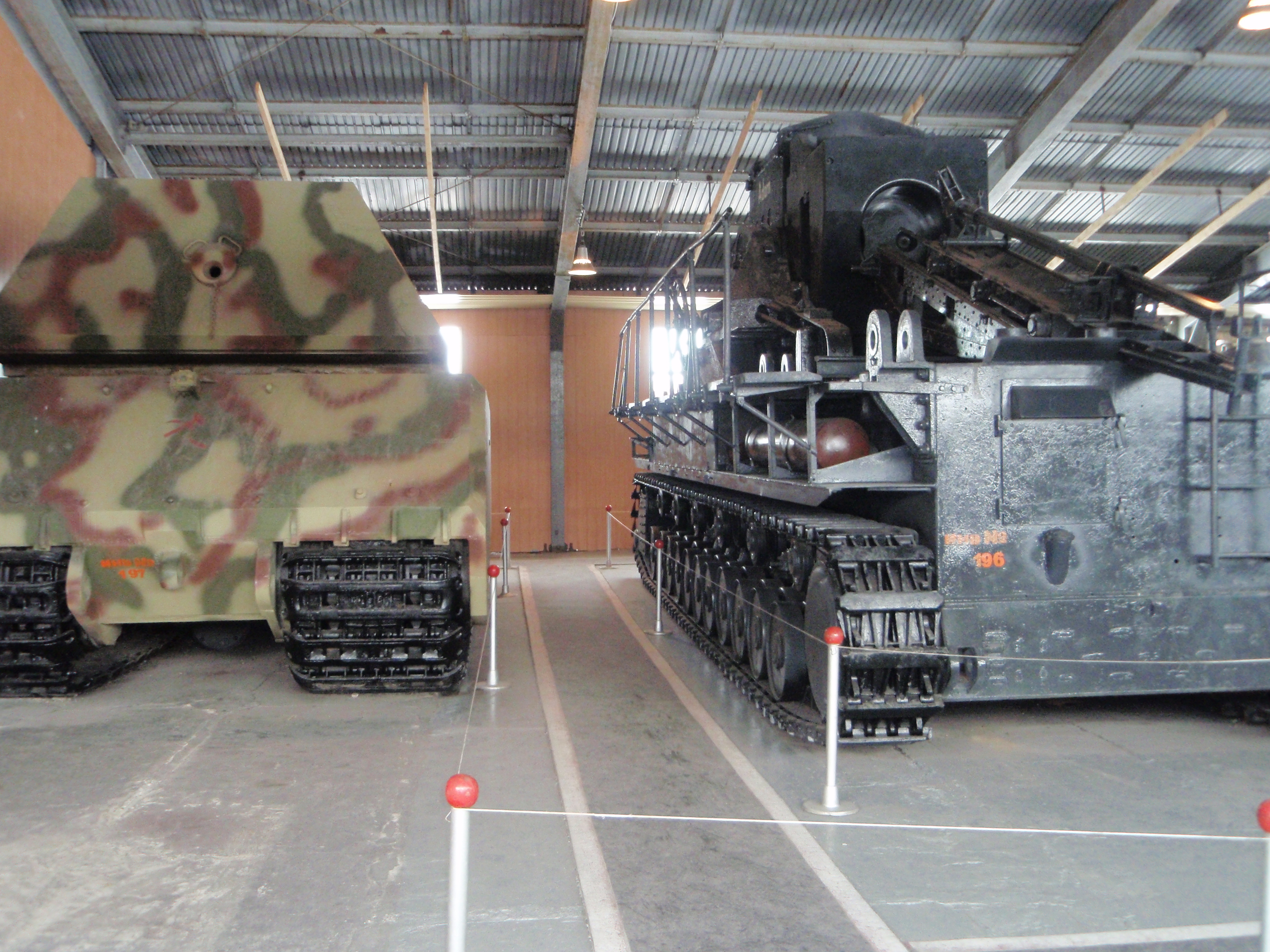
El tanque pesado Panzer VIII Maus y el mortero Mörser Karl en el Museo de Blindados de Kúbinka en 2009. Actualmente forman parte de la colección del Parque Patriota.

### Complejo Museístico Número 2[10]
El anterior Museo de Blindados de Kúbinka, ahora parte del Parque Patriota, es uno de los más importantes del mundo y cubre un área de más de 12 hectáreas. Una sección de vehículos blindados, con tanques de 14 países, entre ellos el tanque T-35, el estadounidense M4 Sherman, el británico Churchill, el cazacarros SU-100, o procedentes de Alemania como el tanque más pesado del mundo Panzer VIII Maus o el mortero Mörser Gerät 040. El museo, en 2016, fue visitado por más de 180 mil personas, incluidos extranjeros de más de 34 países.

### Centro de Congresos y Exposiciones Patriota[11]
Inaugurado en diciembre de 2015, de un tamaño de 80.000 m² , sirve como punto de reunión para diferentes actividades. El edificio principal cuenta con salas para 750 personas o restaurante. También cuenta con 3785 m² para una sala de conferencias de hasta 507 participantes, una sala para personalidades especiales con una mesa redonda de hasta 60 participantes y otras salas de conferencias para unos 100 participantes cada una.

### Templo[12]
El 13 de enero de 2016, se consagró la primera piedra de la iglesia ortodoxa por el ministro de Defensa, Serguéi Shoigú en honor a San Jorge el Victorioso. Se inauguró el 23 de mayo de 2016.

"Esta es una buena tradición, somos sus sucesores. (..) Lo que está sucediendo aquí hoy debería servir como un buen ejemplo para las próximas generaciones para preservar y continuar el recuerdo de las obras de nuestros padres y abuelos, quienes todavía están cumpliendo con su deber hacia la Patria."
Ministro de Defensa Serguéi Shoigú (13 de enero de 2016)

El 19 de septiembre de 2018 el presidente Putin participó en la ceremonia con el Patriarca Kirill para el inicio de la construcción en el parque de la Catedral Principal de las Fuerzas Armadas Rusas dedicada a la victoria en la Gran Guerra Patria.

"Tenemos una larga tradición de construir catedrales en honor a los logros de las Fuerzas Armadas de Rusia y los guerreros de Rusia. Están diseñados para glorificar la destreza marcial, aliviar el dolor de los muertos, atesorar ejemplos de dedicación, heroísmo y amor por la Patria y transmitirlos de una generación a otra.

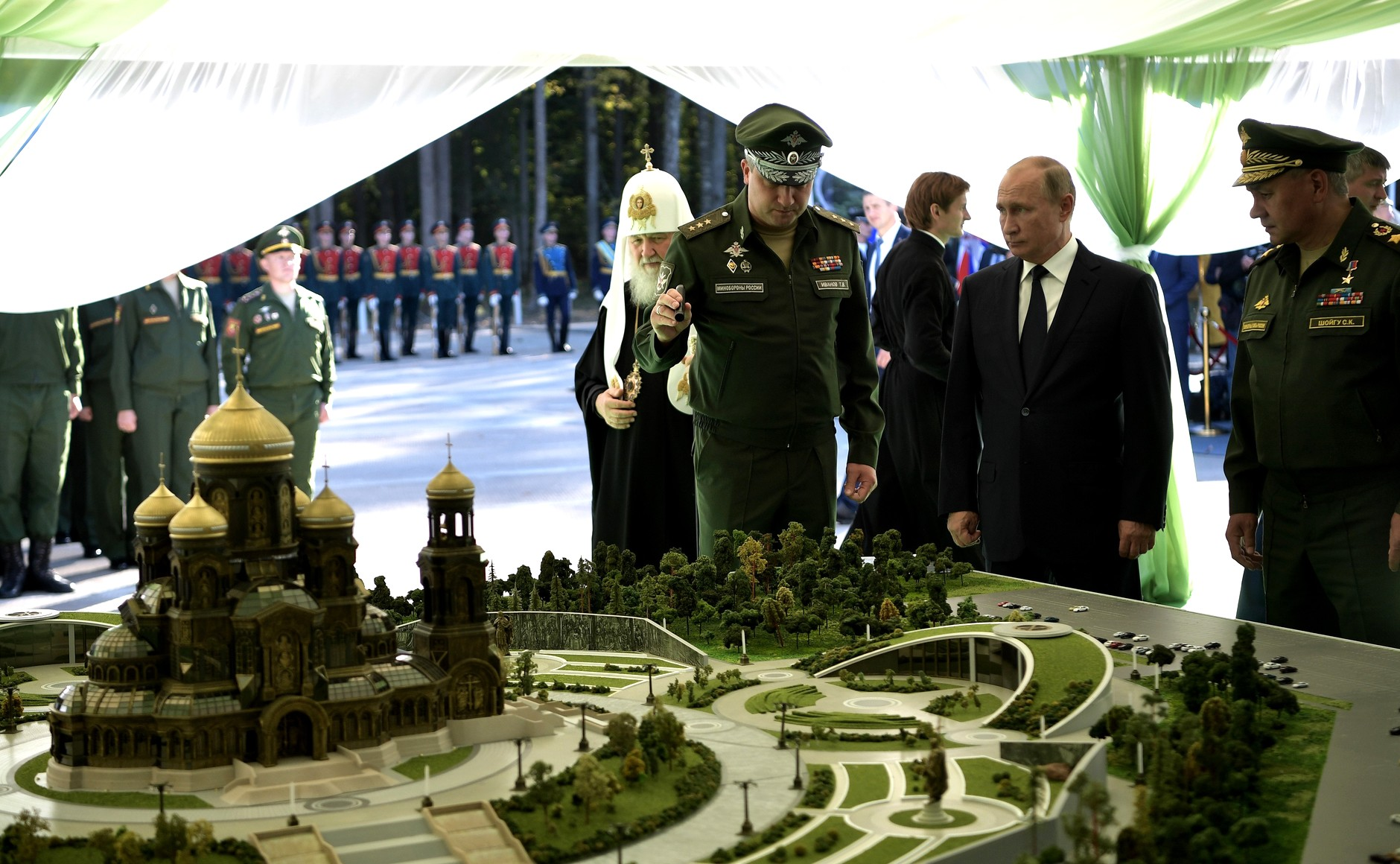
El Presidente Putin ante la maqueta de la Catedral Principal de las Fuerzas Armadas Rusas en el día del inicio de la construcción en el Parque Patriota (19 de septiembre de 2018).

La tierra en la que se construirá la catedral recuerda estos ejemplos. Las últimas líneas de defensa de la capital, Moscú, corrieron no lejos de aquí durante la Gran Guerra Patria. Los enemigos fueron detenidos y obligados a retirarse a expensas de enormes pérdidas en estos bosques en el invierno de 1941."
Vladímir Putin (19 de septiembre de 2018)

## Entradas
Hay diferentes tipos de entradas a fecha de 2018.

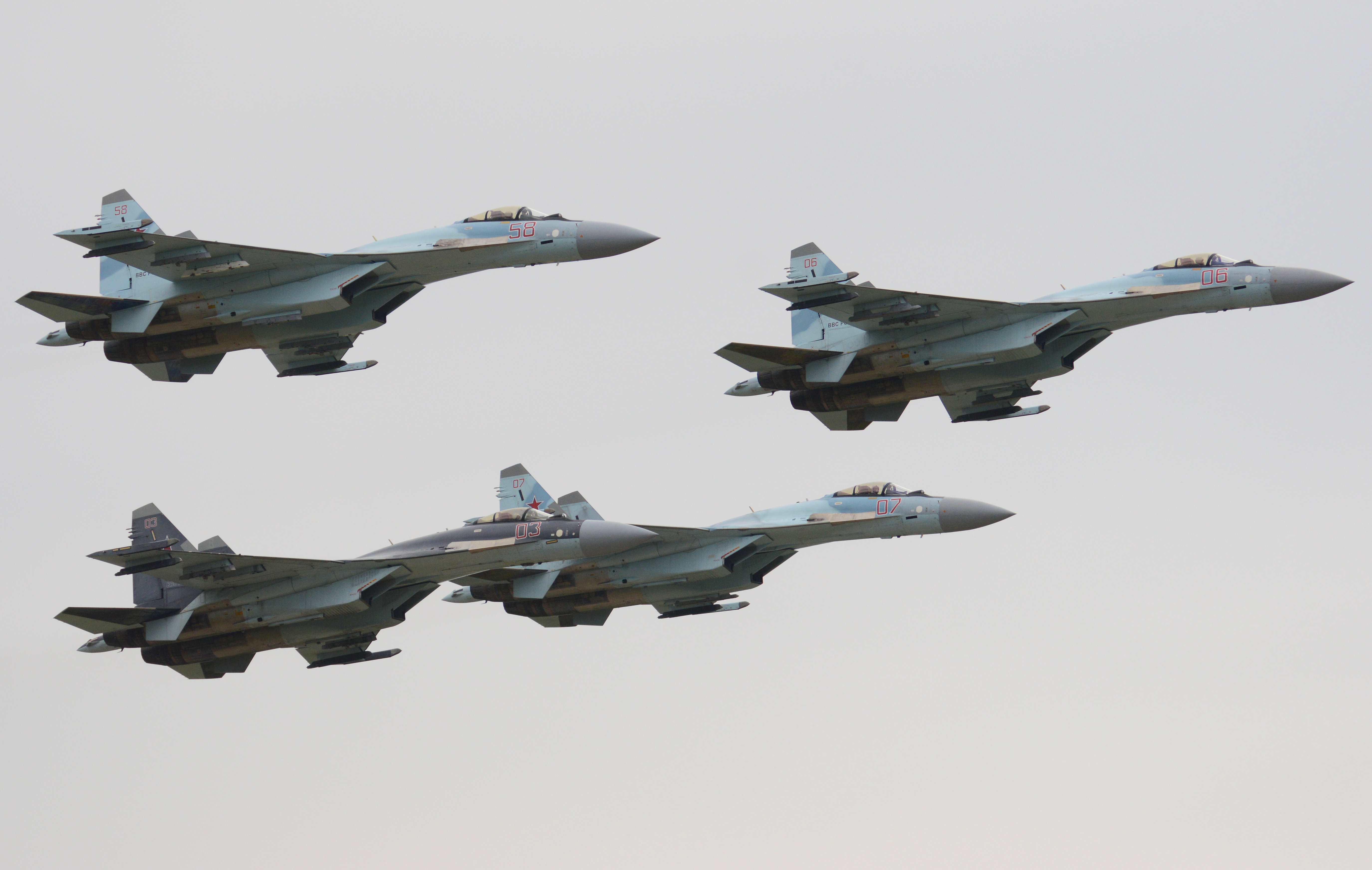
Imagen del grupo de demostración aérea Rúskiye Vítiazi volando el Sukhoi Su-35 en el parque Patriota en 2015.

- Certificado "tirador voroshílovski", para tiro con fusil de francotirador que incluye 20 disparos con fusil Dragunov (SDV), 10 disparos con fusil Mosin-Nagant, e incluye instructor de tiro, objetivos y alquiler de equipos. Precio de 1500 rublos.
- Certificado "El arma del ejército rojo" : permite hacer 10 disparos con el subfusil PPSh-41 y 10 disparos con la ametralladora ligera Degtiariov e incluye instructor de tiro, objetivos y alquiler de equipos. Precio de 1500 rublos.
- Certificado "Legendario Kaláshnikov", permite 15 disparos con el fusil de asalto AK-103 y 15 con la escopeta semiautomática  Vepr-12 (o VPO-134, basada en la ametralladora ligera RPK) e incluye instructor de tiro, objetivos y alquiler de equipos. Precio de 1500 rublos.
- Entrada al Parque Patriota que comprende las áreas de Pueblo Partisano, Complejo museístico número 1, Ciudad del Explorador y Ciudad de las comunicaciones. El precio de las entradas para el parque de lunes a viernes de 500 rublos, hasta los 17 años es de 250 rublos y para los niños menores de 7 años es gratuito.[15]
- Entrada al Pueblo Partisano.[5]
- Entrada al Complejo Museístico Número 1.
- Entrada al Complejo Museístico Número 2.

Teléfono de contacto: +8 (800) 707 01 07 
El horario de apertura es de martes a viernes de 10:00 a 18:00 horas, sábados y domingos de 10:00 a 19:00 y lunes cerrado. El aparcamiento es de pago (200 rublos por coche/día) y se ofrece también alquiler de bicicletas (200 rublos/hora).
La entrada es gratuita para estudiantes a tiempo completo, militares o personas con discapacidad, jubilados de la CEI, personas durante los siete días antes o después de su cumpleaños.